# 玛丽·盖茨基尔
玛丽·盖茨基尔（Mary Gaitskill，1954年11月11日—），美国女作家。作品见于《纽约客》（The New Yorker）、《哈泼斯》（Harper’s Magazine）、《时尚先生》（Esquire）、《美国最佳短篇小说奖》（The Best American Short Stories）(1993 、2006)及《欧·亨利奖小说集》（The O. Henry Prize Stories）（1998）

## 生平
盖茨基尔生于肯塔基州的莱克星顿，曾居住于纽约、多伦多、旧金山及加利福尼亚州的梅林郡。她曾就读于密歇根大学并获本科学位，期间获得“霍普沃德奖”（Hopwood Award）。盖茨基尔自述21岁成为基督徒，并于6个月后放弃信仰（见文章Revelation）。2001年她与作家彼得·崔切伯格（Peter Trachtenberg）结婚，婚后居于纽约州的莱茵贝克。
盖茨基尔从23岁起就试图发表作品，并于1988年出版了处女作短篇小说集Bad Behavior。
她小说的典型主题是女性对内心冲突的处理，小说普遍吸收了和“禁欲”有关的元素，比如性交易、瘾以及性虐待。盖茨基尔说她自己就做过脱衣舞娘和应召女郎，在发表于《哈泼斯》杂志的文章“On Not Being a Victim”中她也坦率地谈及自己被强奸的经历。
2002年上映的电影《秘书》(Secretary）（台译《怪咖情缘》）的原型就是Bad Behavior中的一篇同名短篇小说，尽管二者在情节上几乎没有交集。她把这部电影定义为“《漂亮女人》（The Pretty Woman）式的，有强烈的性吸引力”，但是又将它视作一部“底线是看一部翻拍的电影是否能带给你报酬和曝光率，人们会从这个方面做决定”的电影。
小说Two Girls, Fat and Thin讲述了瘦子Justine Shade和胖子Dorothy Never的童年及她们成年后的生活。Justine挣扎于对受虐倾向的自我认同，Dorothy纠结于对“Definitism”哲学和它的提出者“Anna Granite”（暗含对艾茵·兰德（Ayn Rand）客观主义哲学的讽刺）阴晴不定的认同感。当作为记者的Justine为了披露Definitism而采访Dorothy时，两个女人之间发生了不寻常的联系。在一次采访中，盖茨基尔讲到了为什么她要努力借助Justine的受虐倾向去塑造这个人物。
|  | 这是一种由内心深处引导的激进行为，和自卑有点类似，但它的本质是对所有事物的蔑视心理，这就是我所努力想表达的。我认为这和她的童年很有关，不是说因为她曾被性侵犯过，而是因为她所存在的这个世界在帮助她发现自身意义方面是很有缺陷的。这种缺陷可以使你感到很强烈的憎恨感，可以把你塑造成那个样子。所以，受虐狂就类似‘我要把自己放得很低，因为那就是我眼中的你，那就是我眼中的你的爱，我不想要你的爱，你的爱无聊透顶，什么都不是。’ |

盖茨基尔曾获得的荣誉包括2002年“古根海姆基金会研究奖金”，以及“美国笔会/福纳克小说奖”对Because They Wanted To（1998）的一项提名。《依然美丽》（Veronica）（2005）曾获当年“美国国家图书奖”提名并进入国家图书评论奖决选轮，故事的主角是作为讲述者的前时尚模特和她得了艾滋病的朋友薇若妮卡。盖茨基尔曾在1994年的一次访问中提到过这本小说，然而那一年她半路终止了创作，直到2001年才重新捡起。2006年3月的那期《哈泼斯》杂志刊登了有关《依然美丽》和盖茨基尔写作事业的文章， Wyatt Mason说：
|  | 玛丽·盖茨基尔借助她18年里写的4部书，使她的小说关注于我们如何能在这个看上去令人费解的世界里生存下来这一永恒的主题。过去，她清晰直观地表现出了生活中那些有时有会痛苦地禁锢我们的地方。然而在《依然美丽》中，她第一次敢于完全展示出生活中能让我们感到宽慰的那一面，尽管它有着诸多不如意。 |

就像盖茨基尔2005年在一次访问中说的那样，她最喜欢的作家一直在变， 除了弗拉基米尔·纳博科夫（Vladimir Nabokov）。“他的《洛莉塔》（Lolita）到死都会是我最心水的十本书之一”，她说。另一个对她影响很大的作家是弗兰纳里·奥康纳（Flannery O’Connor）。尽管她的S/M主题非常有名，盖茨基尔似乎并不认为萨德侯爵（全名唐纳蒂安·阿尔丰斯·弗朗索瓦·德·萨德）影响过她，至少不是文学方面的影响：“我并不怎么认为萨德是一名作家，尽管我小时候很喜欢把他当作手淫的幻想对象。”

## 作品
- Bad Behavior (1988)
- Two Girls, Fat and Thin (1991)
- Because They Wanted To (1997)
- 依然美丽（Veronica） (2005)
- Don't Cry (2009)